# Ispidina
Genre
Ispidina est un genre de martins-pêcheurs africains comprenant 2 espèces souvent incluses dans le genre Ceyx.

## Taxinomie
L'espèce Ispidina madagascariensis (le Martin-pêcheur malgache) présent un temps dans ce genre a été déplacée dans le nouveau genre Corythornis à la suite des travaux phylogéniques de Moyle et al. en 2007.

## Liste des espèces
D'après la classification de référence (version 2.6, 2010) du Congrès ornithologique international (ordre phylogénique) :
- Ispidina lecontei – Martin-pêcheur à tête rousse
- Ispidina picta – Martin-pêcheur pygmée